# Blanca de Navarra i de Castella

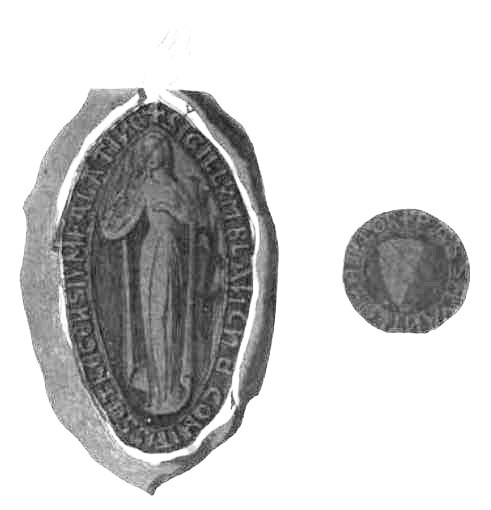
Segell de Blanca de Navarra portant les armes del seu marit Teobald III de Xampanya, la barra, a l'anvers del segell.

Blanca de Navarra (1177 - 1229), infanta de Navarra i comtessa consort de Xampanya (1199-1201).

## Orígens familiars
Filla de Sanç VI de Navarra i Sança de Castella, filla d'Alfons VII de Castella. Fou la germana petita de Sanç VII de Navarra.

## Núpcies i descendents
Es casà l'1 de juliol de 1199 amb el comte Teobald III de Xampanya. D'aquesta unió nasqué un únic fill:
- l'infant Teobald I de Navarra (1201-1253), rei de Navarra i comte de Xampanya

## Vida
A partir de 1201, a la mort del seu marit, Blanca va governar el comtat de Xampanya com a regent fins que el seu fill gran va fer 21 anys el 1222.
La regència fou envoltada de dificultats, així el seu cunyat Enric II de Xampanya va deixar darrere seu un deute molt elevat i que Blanca no pogué fer-se'n càrrec a la mort del seu marit. La infantesa de l'hereu va propiciar que fos qüestionada la seva legitimitat a l'hora d'heretar el comtat, així fou desafiada per la filla d'Enric II, Felipa i el seu marit, Erard de Brienne, un dels comtes més influents de la regió. Així, el 1215 esclatà la guerra amb els Brienne per la successió al comtat, que no fou resolta fins que Teobald II va arribar a la majoria d'edat.
Per finalitzar les disputes Blanca hagué de pagar una substanciosa quantitat de diners als Brienne així com assegurar la seva estabilitat. Davant aquest fet, Blanca hagué d'arreglar el dot de matrimoni de la seva neboda Alícia, filla també d'Enric II, en casar-se el 1230 amb el rei de Xipre. Així hagueren de vendre els drets sobre el comtat de Blois, de Sancerre i Chateaudun al rei de França.
El seu germà Sanç VII de Navarra fou l'últim rei de la dinastia Ximena. Així després de la batalla de Las Navas de Tolosa, casat però sense fills, es retirà en un convent i Blanca de Navarra prengué llavors les regnes del Regne de Navarra, actuant com a regent. A la mort de Berenguera de Navarra, germana de Blanca, també sense fills, Sanç VIII nomenà hereu seu el fill major de Blanca.
Blanca va morir el 13 de març de 1229.